# Андрія Максимович
Андрі́я Макси́мович (серб. Андрија Максимовић; нар. 5 червня 2007, Новий Пазар) — сербський футболіст, півзахисник німецького клубу «РБ Лейпциг» і збірної Сербії.

## Клубна кар'єра

### «Црвена Звезда»
Виступав за юнацькі команди «Пазар Джуніорс» і «Влада Димитрієвич», після чого приєднався до академії клубу «Црвена Звезда». Влітку 2023 року почав грати за фарм-клуб «Графичар», що виступає у Першій лізі. 11 серпня 2023 року дебютував за «Графичар» у матчі Першої ліги проти «Єдинства» (Уб), відзначившись забитим м'ячем, що став першим у професіональній кар'єрі. Всього в сезоні 2023–24 провів 24 поєдинки за «Графичар», в яких забив шість голів.
5 вересня 2023 року продовжив контракт з клубом. 6 грудня 2023 року дебютував в основному складі «Црвени Звезди», вийшовши на заміну в матчі Кубка Сербії проти клубу «Раднички» (Ниш). У віці 16 років і 184 дні він став п'ятим наймолодшим дебютантом в історії «Црвени Звезди».
14 вересня 2024 года в поєдинку проти «Напредака» дебютував у сербській Суперлізі, замінивши Мирко Іванича. 23 вересня 2024 року в матчі «Вічного дербі» з «Партизаном» в рамках чемпіонату Сербії відзначився гольовою передачею, ставши у віці 17 років, 3 місяців і 18 днів наймолодшим асистентом турніру. 27 вересня того ж року продовжив контракт з «Црвеною Звездою» до середини 2027 року. 1 жовтня 2024 року в матчі загального етапу Ліги чемпіонів УЄФА проти італійського «Інтернаціонале» дебютував у єврокубках. Таким чином у віці 16 років, 3 місяці і 26 днів він став четвертим наймолодшим дебютантом в історії турніру.
15 жовтня 2024 року англійська газета The Guardian назвала його одним з 60-ти найкращих футболістів світу 2007 року народження. 30 жовтня в матчі Кубка Сербії проти «Текстилаца» забив свій перший гол за «Црвену Звезду». 3 листопада 2024 року в поєдинку проти «Войводини» вперше відзначився м'ячем у Суперлізі. У підсумку був нагороджений «Золотим м'ячем» Футбольного союзу Сербії як найперспективніший гравець у 2024 році. В сезоні 2024–25 допоміг команді оформити «золотий» дубль: виграти Суперлігу та здобути Кубок Сербії.

### «РБ Лейпциг»
16 липня 2025 року перейшов у німецький «РБ Лейпциг», підписавши п'ятирічний контракт. Сума трансферу становила 14 млн євро, ставши найдорожцим гравцем в історії «Црвени Звезди».

## Кар'єра в збірній
Виступав за збірні Сербії до 15, до 16, до 17 і до 19 років.
У травні 2023 року потрапив в заявку збірної до 17 років на юнацький чемпіонат Європи в Угорщині. На турнірі зіграв усі 4 матчі своєї команди, яка вибула у чвертьфіналі, поступившись збірній Польщі.
Навесні 2024 року в складі збірної до 17 років виступав на юнацькому чемпіонаті Європи, що проходив на Кіпрі. Провів на турнірі 3 поєдинки, а його збірна дійшла до півфіналу, де програла португальцям.
24 вересня 2024 року вперше викликаний до збірної Сербії головним тренером Драганом Стойковичем для участі в матчах Ліги націй УЄФА проти збірних Швейцарії та Іспанії. 12 жовтня в поєдинку зі Швейцарією дебютував за збірну Сербії, вийшовши на заміну Александару Митровичу. Таким чином у віці 17 років і 129 днів став наймолодшим гравцем в історії своєї збірної, перевершивши рекорд Митара Мркели (17 років і 130 днів), що тримався з листопада 1982 року.

## Особисте життя
Син колишнього сербського футболіста Мирко Максимовича.

## Статистика виступів

### Клубна статистика
Станом на 24 травня 2025 
| Клуб              | Сезон             | Чемпіонат         | Чемпіонат | Чемпіонат | Кубок | Кубок | Єврокубки | Єврокубки | Інші  | Інші | Всього | Всього |
| Клуб              | Сезон             | Дивізіон          | Матчі     | Голи      | Матчі | Голи  | Матчі     | Голи      | Матчі | Голи | Матчі  | Голи   |
| ----------------- | ----------------- | ----------------- | --------- | --------- | ----- | ----- | --------- | --------- | ----- | ---- | ------ | ------ |
| Графичар          | 2023–24           | Перша ліга        | 24        | 6         | 0     | 0     | –         | –         | –     | –    | 24     | 6      |
| Графичар          | 2024–25           | Перша ліга        | 5         | 3         | 0     | 0     | –         | –         | –     | –    | 5      | 3      |
| Графичар          | Всього            | Всього            | 29        | 9         | 0     | 0     | 0         | 0         | 0     | 0    | 29     | 9      |
| Црвена Звезда     | 2023–24           | Суперліга         | 0         | 0         | 2     | 0     | 0         | 0         | –     | –    | 2      | 0      |
| Црвена Звезда     | 2024–25           | Суперліга         | 27        | 4         | 5     | 2     | 7         | 0         | –     | –    | 39     | 6      |
| Црвена Звезда     | Всього            | Всього            | 27        | 4         | 7     | 2     | 7         | 0         | 0     | 0    | 41     | 6      |
| РБ Лейпциг        | 2025–26           | Бундесліга        | 0         | 0         | 0     | 0     | 0         | 0         | 0     | 0    | 0      | 0      |
| Всього за кар'єру | Всього за кар'єру | Всього за кар'єру | 56        | 13        | 7     | 2     | 7         | 0         | 0     | 0    | 70     | 15     |

1. ↑  Матчі в Лізі чемпіонів УЄФА

### Міжнародна статистика
Станом на 10 червня 2025 
| Збірна            | Сезон             | Товариські | Товариські | Офіційні | Офіційні | Всього | Всього |
| Збірна            | Сезон             | Матчі      | Голи       | Матчі    | Голи     | Матчі  | Голи   |
| ----------------- | ----------------- | ---------- | ---------- | -------- | -------- | ------ | ------ |
| Сербія            |                   |            |            |          |          |        |        |
| 2024              | 0                 | 0          | 4          | 0        | 4        | 0      |        |
| 2025              | 0                 | 0          | 4          | 0        | 4        | 0      |        |
| Всього за кар'єру | Всього за кар'єру | 0          | 0          | 8        | 0        | 8      | 0      |

### Матчі за збірну
Станом на 7 червня 2025 
| Матчі Андрії Максимовича за збірну Сербії | Матчі Андрії Максимовича за збірну Сербії | Матчі Андрії Максимовича за збірну Сербії | Матчі Андрії Максимовича за збірну Сербії | Матчі Андрії Максимовича за збірну Сербії | Матчі Андрії Максимовича за збірну Сербії | Матчі Андрії Максимовича за збірну Сербії | Матчі Андрії Максимовича за збірну Сербії |
| №                                         | Дата                                      | Суперник                                  | Рахунок                                   | Голи                                      | Картки                                    | Хвилини                                   | Змагання                                  |
| ----------------------------------------- | ----------------------------------------- | ----------------------------------------- | ----------------------------------------- | ----------------------------------------- | ----------------------------------------- | ----------------------------------------- | ----------------------------------------- |
| 1                                         | 12 жовтня 2024                            | Швейцарія                                 | 2–0                                       |                                           |                                           | 16'                                       | Ліга націй УЄФА 2024–25 (А)               |
| 2                                         | 15 жовтня 2024                            | Іспанія                                   | 0–3                                       |                                           |                                           | 26'                                       | Ліга націй УЄФА 2024–25 (А)               |
| 3                                         | 15 листопада 2024                         | Швейцарія                                 | 1–1                                       |                                           |                                           | 1'                                        | Ліга націй УЄФА 2024–25 (А)               |
| 4                                         | 18 листопада 2024                         | Данія                                     | 0–0                                       |                                           |                                           | 17'                                       | Ліга націй УЄФА 2024–25 (А)               |
| 5                                         | 20 березня 2025                           | Австрія                                   | 1–1                                       |                                           |                                           | 8'                                        | Ліга націй УЄФА 2024–25 (плей-оф)         |
| 6                                         | 23 березня 2025                           | Австрія                                   | 2–0                                       |                                           |                                           | 7'                                        | Ліга націй УЄФА 2024–25 (плей-оф)         |
| 7                                         | 7 червня 2024                             | Албанія                                   | 0–0                                       |                                           |                                           | 21'                                       | Відбіркові матчі ЧС-2026                  |
| 8                                         | 10 червня 2025                            | Андорра                                   | 3–0                                       |                                           |                                           | 29'                                       | Відбіркові матчі ЧС-2026                  |

Всього: 8 матчів / 0 голів; 3 перемоги, 4 нічиї, 1 поразка.

## Досягнення
«Црвена Звезда»
- Чемпіон Сербії: 2023–24[38], 2024–25[39]
- Володар Кубка Сербії: 2023–24[40], 2024–25[41]

Особисті
- Найперспективніший гравець року в Сербії: 2024[42]